# Балдуїн II (імператор Константинополя)
Балдуїн II (1217/1218 — 1273) — останній імператор Латинської імперії в 1228—1261 роках.

## Життєпис
Молодший син П'єра I де Куртене, імператора Латинської імперії, та Іоланди де Ено. На час вагітності його матір разом з доньками морем рухалася до Константинополя. У 1217 році батька було захоплено загонами Епірського деспотату. Балдуїн став єдиним латинським імператором, що народився в Константинополі наприкінці 1217 або на початку 1218 року. 1219 році померли батько і матір Балдуїна. Новим імператором став брат Роберт I.
Коли в 1228 році помер імператор Роберт I стає новим імператором Латинської імперії. Довічним регентом і правителем імперії барони імперії обрали Жана де Брієна, колишнього короля Єрусалимського королівства. При цьому для того, щоб скріпити цей союз, Балдуїна II одружили з дочкою регента — Марією. Шлюбний контракт був укладений в 1229 році, а церемонія відбулася вже в 1234 році. У 1231 році Балдуїн II був коронований в Константинополі імператорською короною, але реальна влада залишалася у Жана де Брієна. У відповідь на це болгарський цар Іван Асен II, ворог Брієна, у 1235 та 1236 роках спробував захопити Константинополь, але марно. У 1237 році Балдуїн II зумів повернути маркграфство Намюр.
Самостійно почав правити лише після смерті тестя у 1237 році. На той час територія імперії зменшилася майже до околиць Константинополя, крім того імператору постійно не вистачало грошей через важку фінансову ситуацію. Через це під час свого правління Балдуїн II переважно займався тим, що намагався отримати допомогу у європейських володарів. 1238 року заклав терновий вінець подесті Венеції за 13,134 гіперпіронів. Намагався повернути втрачені раніше землі. Основним своїм суперником Балдуїн II обрав Нікейську імперію. У 1240 році бойові дії проти неї не мали значного успіху. Але у 1241 році за підтримки половецького хана Іони завдав поразки нікейському імператору Іоанну III, змусивши підписати перемир'я на 2 роки. 
На початку 1242 року Балдуїн II завдав поразки монгольським військам, що пройшли Болгарське царство, повертаючись з Угорщини. Але в наступній битві латинській імператор зазнав поразки. Втім монголи, пограбувавши прикордонні землі, рушили до Дунаю.
У 1243 році під час подорожі Європою звернувся по допомогу до папи римського Іннокентія IV щодо розірвання союзу між Фрідріхом II, імператором Священної Римської імперії, та Іоанном III, імператором Нікейської імперії. Незважаючи на підтримку папської курії Балдуїн II не досяг результату. У 1245 році маркграфство Намюр було захоплено Генріхом V, графом Люксембургу. У 1246 році Балдуїн II заклав королю Франції. У 1247 році повернувся до Константинополя.
У 1249—1250 роках брав участь у Сьомому хрестовому поході. Бився біля Дамієтти, але зміг врятуватися й повернутися до своїх володінь. Погіршення фінансового стану спонукало до нової позики у Венеції, якій в заставу залишив власного сина Філіпа. Пізніше його викупив король Кастилії Альфонсо X. У 1256 році маркграфство Намюр було захоплено Генріхом V, графом Люксембургу.
У липні 1261 року на чолі основних сил і спільно з венеціанським здійснив похід проти чорноморського узбережжя нікейської імперії. Цим скористався великий доместик Олексій Стратегопул, що раптовим ударом захопив Константинополь. В результаті цього Латинська імперія припинила своє існування.
Балдуїн II зміг втекти до Афін на венеціанській галері. Звідси перебрався до південної Італії, а там попрямував до Франції. Всю решту життя він намагався набрати армію для відвоювання своїх володінь. У 1263 році продав права на маркграфство Намюрське своєму родичеві Гі де Дамп'єру.
Єдиним правителем, здатним допомогти в поверненні втраченої імперії, Балдуїн вважав короля Сицилії Манфреда, союзника Епірського деспотату — суперника відродженої Візантійської імперії. Але той невдовзі загинув у війні проти Карла Анжуйського. За посередництва папи римського в травні 1267 року уклав договір у Вітербо з Карлом I Анжуйським, який захопив Сицилійське королівство. Останній зробив однією зі своїх цілей відвоювання Константинополя і відновлення Латинської імперії. Договір був скріплений заручинами сина Балдуїна, Філіппа, і дочки Карла I — Беатріс, причому в разі бездітності Філіппа всі права на імперію мали відійти до Карла I. Балдуїн II, який перебрався при двору короля Сицилії, передав йому сюзеренітет над Ахейським князівством і сюзеренітет над більшістю островів Егейського моря.
Втім плани відновлення Латинської імперії не було здійснено через дипломатичну та військову майстерність візантійського імператора Михайла VIII Палеолога. Балдуїн помер в 1273 році в Неаполі і був похований у кафедральному соборі Барлетти.

## Родина
Дружина — Марія, донька Жана де Брієна.
Діти:
- Філіпп (1243—1283), сеньйор Куртене, титулярний імператор Латинської імперії